# El tiempo que te doy
El tiempo que te doy es una serie de televisión española de 2021 original de Netflix protagonizada por Nadia de Santiago y Álvaro Cervantes. De Santiago es además la creadora de la serie. La ficción explora un formato creativo diferente con diez episodios de 11 minutos de duración cada uno.

## Sinopsis
Lina (Nadia de Santiago) está empezando de nuevo, se muda de casa, busca un nuevo trabajo y prueba nuevas experiencias. Pero lo que intenta hacer en realidad es olvidar un amor del pasado, su primer amor. Cada día, Lina intenta que el tiempo que pasa pensando en Nico (Álvaro Cervantes) sea un minuto menos para así poder avanzar con su vida.

## Reparto

### Principales
- Nadia de Santiago como Lina Ruiz
- Álvaro Cervantes como Nicolás «Nico» Torres

### Recurrentes
- David Castillo como Santi
- Mariví Carrillo como Mavi
- Cala Zavaleta como Inés
- Carla Linares como Laura
- Luisa Vides como Doctora
- Eloi Costa como Nicolás
- Violeta Mateos como Mireia
- Prince Ezeanyim como Pedro
- Dariam Coco como Clara
- Marcelo Carvajal como Jon
- Stephan Eitner como Víctor
- Sara Vidorreta como Ariadna Castro
- Moussa Echarif como Samir
- Ramón Rados como Vicente
- Nico Romero como Julio
- Julián Villagrán como Richi
- Denis Gómez como Luis Miguel
- Blanca Parés como Mar
- África de la Cruz como Sol
- Isabel Ampudia como Doctora
- Inma Cuevas como Elvira

## Producción
En octubre de 2020 se anunciaron los proyectos originales de Netflix en España para la nueva temporada, siendo El tiempo que te doy uno de ellos. La serie explora un formato creativo diferente, contando con episodios de 11 minutos de duración. El rodaje se llevó a cabo en Madrid y Andalucía. En julio de 2021 se anunció el estreno de la serie para octubre del mismo año.

## Episodios
| N.º | Título                                          | Dirigido por                   | Escrito por                                       | Fecha de lanzamiento original |
| --- | ----------------------------------------------- | ------------------------------ | ------------------------------------------------- | ----------------------------- |
| 1   | «1 minuto de presente y 10 minutos de recuerdo» | Inés Pintor y Pablo Santidrián | Nadia de Santiago, Inés Pintor y Pablo Santidrián | 29 de octubre de 2021         |
| 2   | «2 minutos de presente y 9 minutos de recuerdo» | Inés Pintor y Pablo Santidrián | Nadia de Santiago, Inés Pintor y Pablo Santidrián | 29 de octubre de 2021         |
| 3   | «3 minutos de presente y 8 minutos de recuerdo» | Inés Pintor y Pablo Santidrián | Nadia de Santiago, Inés Pintor y Pablo Santidrián | 29 de octubre de 2021         |
| 4   | «4 minutos de presente y 7 minutos de recuerdo» | Inés Pintor y Pablo Santidrián | Nadia de Santiago, Inés Pintor y Pablo Santidrián | 29 de octubre de 2021         |
| 5   | «5 minutos de presente y 6 minutos de recuerdo» | Inés Pintor y Pablo Santidrián | Nadia de Santiago, Inés Pintor y Pablo Santidrián | 29 de octubre de 2021         |
| 6   | «6 minutos de presente y 5 minutos de recuerdo» | Inés Pintor y Pablo Santidrián | Nadia de Santiago, Inés Pintor y Pablo Santidrián | 29 de octubre de 2021         |
| 7   | «7 minutos de presente y 4 minutos de recuerdo» | Inés Pintor y Pablo Santidrián | Nadia de Santiago, Inés Pintor y Pablo Santidrián | 29 de octubre de 2021         |
| 8   | «8 minutos de presente y 3 minutos de recuerdo» | Inés Pintor y Pablo Santidrián | Nadia de Santiago, Inés Pintor y Pablo Santidrián | 29 de octubre de 2021         |
| 9   | «9 minutos de presente y 2 minutos de recuerdo» | Inés Pintor y Pablo Santidrián | Nadia de Santiago, Inés Pintor y Pablo Santidrián | 29 de octubre de 2021         |
| 10  | «10 minutos de presente y 1 minuto de recuerdo» | Inés Pintor y Pablo Santidrián | Nadia de Santiago, Inés Pintor y Pablo Santidrián | 29 de octubre de 2021         |

## Reconocimientos

### Premios Feroz
| Año  | Categoría                              | Nominado(s)          | Resultado | Ref.  |
| ---- | -------------------------------------- | -------------------- | --------- | ----- |
| 2022 | Mejor serie dramática                  | El tiempo que te doy | Nominada  | [ 4 ] |
| 2022 | Mejor actriz protagonista de una serie | Nadia de Santiago    | Nominada  | [ 4 ] |
| 2022 | Mejor actor protagonista de una serie  | Álvaro Cervantes     | Nominada  | [ 4 ] |

### Premios Forqué
| Año  | Categoría                                  | Nominado(s)       | Resultado | Ref.  |
| ---- | ------------------------------------------ | ----------------- | --------- | ----- |
| 2022 | Mejor interpretación femenina en una serie | Nadia de Santiago | Nominada  | [ 5 ] |